# Marie-Louise Mignot
Pour les articles homonymes, voir Mignot et Denis.
Marie-Louise Mignot dite Mme Denis, née à Paris le 12 février 1712 et morte dans la même ville le 10 août 1790, est une salonnière et épistolière. Elle est proche de Voltaire, dont elle est la nièce, la gouvernante, la compagne puis la légataire universelle.

## Biographie
Fille de Pierre-François Mignot (mort en 1737), correcteur à la chambre des comptes, et de Marguerite-Catherine Arouet (1686-1726), Marie-Louise Mignot est la nièce de Voltaire. Elle est la sœur ainée de Marie Elisabeth Mignot, de François Mignot et d'Alexandre Jean des Aunais, dit Vincent Mignot, abbé, ainsi que la tante du président Alexandre Marie François de Paule de Dompierre d'Hornoy (1742-1828). La fratrie compte parmi ses cousins l'ingénieur et géographe Étienne Mignot de Montigny (1714-1782) et le général Mathieu Henri Marchant de La Houlière (1717-1793).
Le Musée d'Art et d'Histoire de Genève conserve un portrait au pastel de Marie-Louise Mignot fait par sa sœur d'après un tableau à l'huile d'abord attribué à Charles André van Loo puis à François-Hubert Drouais.
Après la mort du père de Marie-Louise Mignot, son oncle devient son tuteur et tente d'organiser son mariage. Elle décline l'offre du fils de Mme de Champbonin, voisine de Voltaire et d'Émilie du Châtelet à Cirey, préférant épouser par amour Nicolas-Charles Denis, officier et écuyer, le 25 février 1738 à Paris. Déçu, Voltaire diminue sa dot et n'assiste pas à la cérémonie. À la suite de ce mariage, elle prend le nom de « Madame Denis ». Le couple vit à Laudau, puis à Lille, mais Nicolas-Charles Denis meurt prématurément le 12 avril 1744.
Les liens réciproques de Voltaire et Mme Denis évoluent et vers 1745 ils entament une relation amoureuse, alors que Voltaire vit toujours avec Émilie du Châtelet. Vers cette époque, Mme Denis rédige une comédie, La Coquette punie. Après la mort d'Émilie du Châtelet en septembre 1749, Mme Denis s'installe avec Voltaire rue Traversière, à Paris. En juillet 1750 Voltaire part vivre à la cour de Frédéric II de Prusse à Potsdam, mais Mme Denis reste à Paris. Elle s'occupe de la gestion des affaires de Voltaire, notamment avec la Comédie-française et la Cour. Voltaire se brouille avec Frédéric II et Mme Denis le rejoint à Francfort où elle est incarcérée avec lui, ainsi que son secrétaire Collini, pendant plus de deux semaines (juin-juillet 1753).

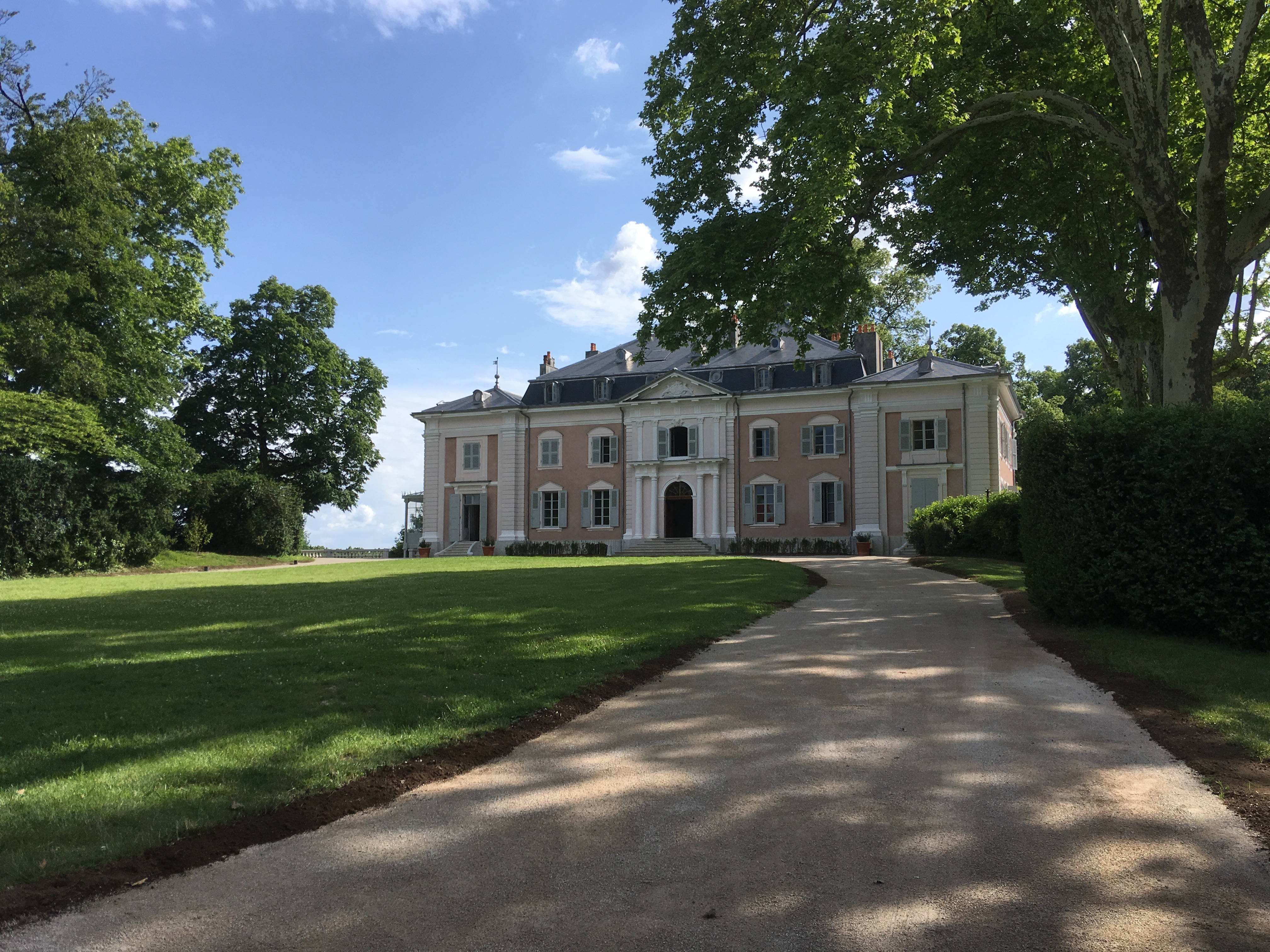
Château de Voltaire à Ferney.

Ils vivent ensuite ensemble au château de Prangins, puis à Lausanne et à Genève, aux Délices. En décembre 1760, ils emménagent à Ferney, dans un domaine nommé aujourd'hui château de Voltaire, et y recueillent une arrière-petite-cousine de Pierre Corneille, Marie Françoise Corneille.
Mme Denis joue de nombreux rôles écrits par Voltaire dans leur théâtre de société : Zaïre, Zulime/Fanime, Aménaïde (dans Tancrède), Acante (dans Le Droit du seigneur), Statira (dans Olympie), Sémiramis, Idamé (dans L'Orphelin de la Chine), Mérope, Alzire, Clytemnestre (dans Oreste), Lady Alton (dans L'Écossaise), La comtesse de Givry (dans Charlot)…
Ses talents de musicienne sont également appréciés ; ainsi Mme de Genlis dit d'elle : « Après le dîner, M. de Voltaire, sachant que j'étais musicienne, a fait jouer madame Denis du clavecin ; elle a un jeu qui transporte en idée au temps de Louis XIV ».
Mme Denis ne cache pas à Voltaire ses relations avec d'autres hommes, parmi lesquels Baculard d'Arnaud et Marmontel.

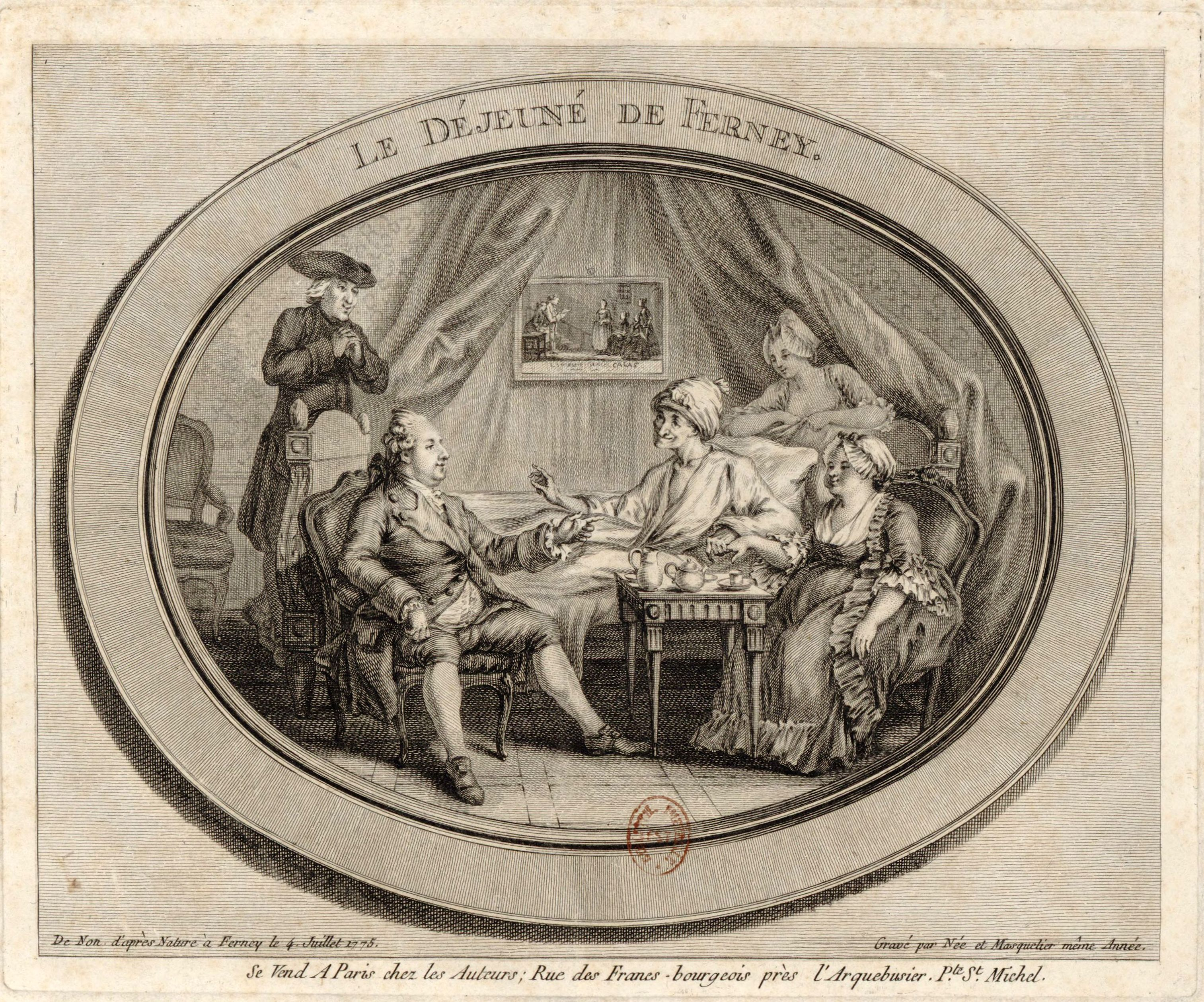
Vivant Denon, Le Déjeuner de Ferney (Voltaire tient la main de Mme Denis assise à sa gauche).

En mars 1768, au terme d'une dispute violente, elle quitte Ferney pour Paris. Elle y revient en octobre 1769.
En 1778, Mme Denis et Voltaire s'installent à Paris dans l'hôtel particulier de Charles de Villette et Reine-Philiberte Rouph de Varicourt, où Voltaire meurt le 30 mai.
Légataire universelle de Voltaire, Mme Denis met en vente le château de Voltaire quelques mois plus tard,,. Elle vend les papiers et la bibliothèque de Voltaire à Catherine II de Russie et le château au marquis de Villette, malgré l'opposition de Jean-Louis Wagnière, le secrétaire particulier de Voltaire avec lequel elle a quelques différends.
Elle se remarie, à l'âge de 68 ans, à Paris le 8 janvier 1780 à François Duvivier (1722-1802), commissaire des Guerres, plus jeune qu'elle de dix ans.
Elle a pu inspirer le personnage de Cunégonde dans Candide. Une vingtaine de lettres de Mme Denis à Voltaire ont été conservées, et plus de 360 lettres de Voltaire à Mme Denis.

## Œuvre
Marie-Louise Denis est elle-même l'auteur de différentes pièces de théâtre. On la connaît comme l'autrice de La Coquette punie, une comédie en alexandrins en cinq actes, L’Étranger persécuté, une comédie en prose en cinq actes, Paméla, une comédie en prose en trois actes qui n'a jamais été publiée, et Alceste, une tragédie en trois actes qu'elle avait commencé à transposer de la prose aux vers.

## Hommage et postérité
Voltaire lui dédie une épître sur La Vie de Paris et de Versailles (1748) et une autre Sur l'agriculture (1761).
En 1917, René Buthaud grave un ex libris en son honneur auprès de l'atelier Paul Haasen. Ce dernier n'a jamais été imprimé autrement qu'en Bon à tirer.

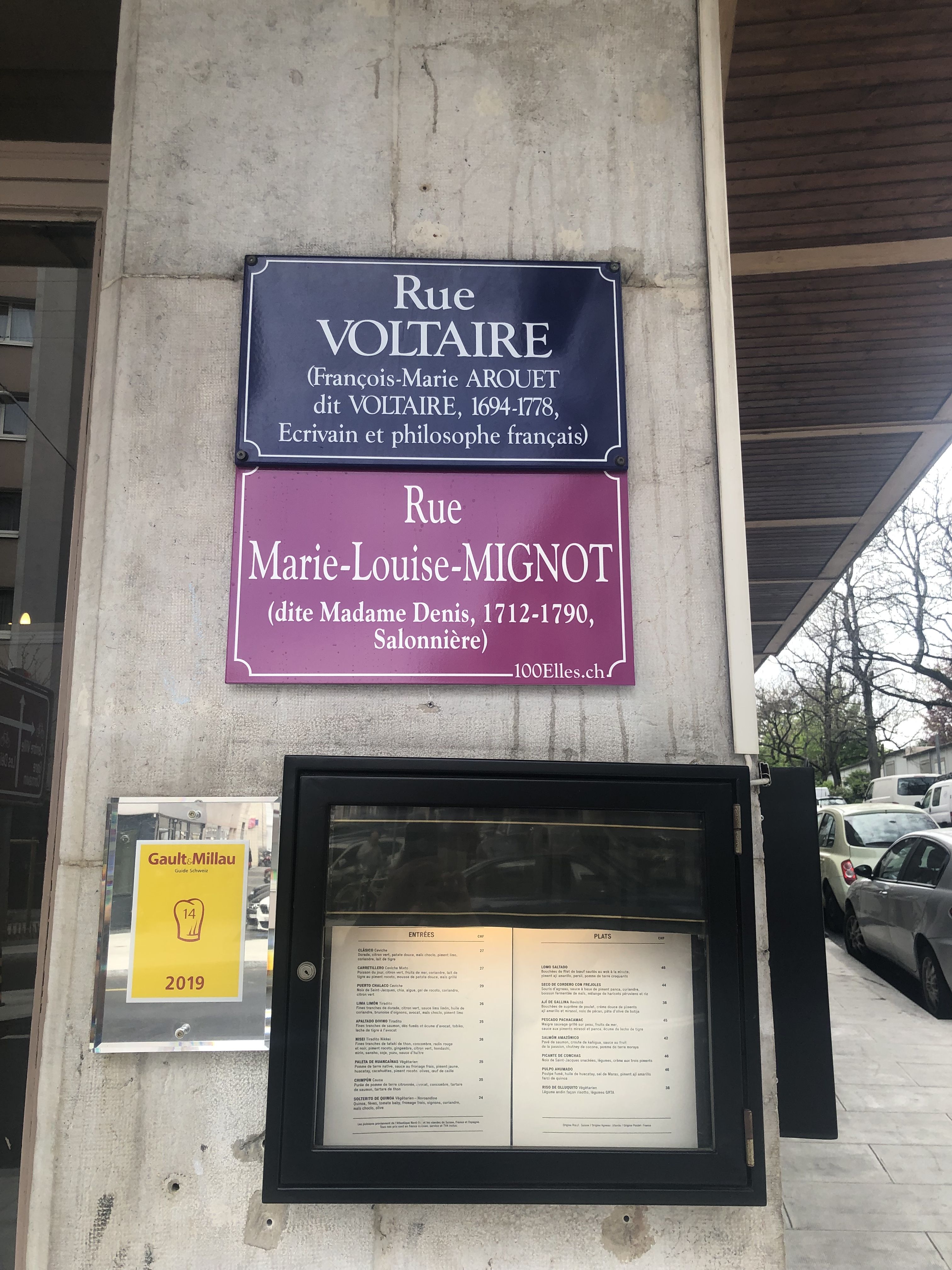
Plaque de rue en hommage à Marie-Louise Mignot.

En 2018 l'association Escouade fait poser une plaque de rue temporaire à son nom Rue Voltaire à Genève dans le cadre de l'initiative 100Elles*.